# Vjačeslav Ivanovič Ivanov
Vjačeslav Ivanovič Ivanov (in russo Вячеслав Иванович Иванов?) (Mosca, 28 febbraio 1866 – Roma, 16 luglio 1949) è stato un poeta, drammaturgo e critico letterario russo, associato al movimento del simbolismo.

## Biografia
Nato a Mosca, Ivanov si diplomò al Primo Ginnasio di Mosca con una medaglia d'oro ed entrò nell'Università di Mosca dove studiò storia e filosofia seguendo le lezioni di Paul Vinogradoff. Nel 1886 si reca in Germania dove studia per oltre quattro anni storia antica con Th. Mommsen e O. Hirschfeld all'Università di Berlino e scrive una tesi sul sistema fiscale romano, pubblicata in latino con il titolo De societatibus vectigalium publicorum populi romani (SPb. 1910). Uno degli incontri più importanti di questi anni è la successiva lunga amicizia con lo storico Ivan Grevs, che - come Ivanov ricorderà in seguito - "mi ordinò imperiosamente di recarmi a Roma, per la quale non mi sentivo abbastanza preparato; gli sono ancora oggi grato per aver vinto la mia caparbia resistenza, derivata da un eccessivo sentimento di venerazione per la Città Eterna, spiegandomi tutto quello che lì avrebbe dovuto essermi rivelato. Sono state incomparabili le impressioni che ho ricevuto da questo viaggio primaverile in Italia attraverso la valle del Rodano, Arles, Nimes e Orange con le loro antiche rovine, attraverso Marsiglia, Mentone e Genova. Dopo un primo breve soggiorno a Roma ci siamo avventurati oltre fino a Napoli, abbiamo fatto il giro della Sicilia, dopodiché siamo rimasti a lungo a Roma vivendo con un'umile famiglia italiana, cosicché dopo tre anni di questa vita ci sentivamo in un certo senso romani. Io frequentavo l'Istituto Archeologico tedesco, partecipavo insieme agli allievi (i ‘ragazzi capitolini’) alle passeggiate archeologiche, pensavo solo alla filologia e all'archeologia mentre lentamente rielaboravo, approfondivo e ampliavo la mia tesi, anche se per lungo tempo ero rimasto senza forze a causa della malaria. La vita a Roma mi ha portato a fare la conoscenza di molti studiosi (ricordo come erano all'epoca i professori Ajnalov, Krašeninikov, M. N. Speranskij, M. I. Rostovcev, i defunti Kirpičnikov, Modestov, Redin, Krumbacher, il grande Giovan Battista De Rossi) e di artisti: i fratelli Svedomskie, Rizzoni, Nesterov, l'asceta delle catacombe Rejman.
Tra i poeti del secolo d'argento Ivanov è quello maggiormente legato all'Italia: dei 43 anni vissuti all'estero circa 30 li ha trascorsi in Italia. "L'Italia ha ricevuto e trasformato il retaggio della Grecia e di Bisanzio (...) L'amore per l'Italia è indice di un'elevata cultura" - scrive in un appunto non datato (Archivio russo-italiano I, Trento 1997, p. 503) e ribadisce nel 1892, quando giunge per la prima volta nella Città Eterna: "Sono fedele alla mia patria, ma venero Roma come una nuova patria", confessando in una poesia del 1944: "Te per tutta la vita ho glorificato / che per me sei divenuta patria".
Durante il primo viaggio a Roma avviene un evento assai importante per il poeta: l'incontro con Lidija Dimitrevna Zinov'eva-Annibal, che diventerà la sua seconda moglie; la chiarificazione decisiva tra i due avviene al Colosseo, come ricorda nel 1908: "La nostra prima ebbrezza, ebbrezza rea di libertà, / benedisse / spettrale il Colosseo" Il viaggio ad Assisi nel 1897 è per entrambi una rinascita interiore. "I colli turchini della patria di San Francesco hanno allargato i confini della mia anima (...) In generale siamo tornati da quel nostro viaggio fortemente rinnovati e abbiamo iniziato in maniera infinitamente più profonda a capire l'arte, cioè il gradino più elevato dell'esistenza umana. (...) Qui in Italia ci siamo sentiti più che mai nella nostra patria spirituale". Il racconto mitopoetico sulla rivelazione della Sofia-sapienza ad Assisi, circondata dal "cristallo dei monti umbri", è alla base dei versi di Bellezza, manifesto estetico e filosofico di Ivanov-poeta.
Trasferitosi definitivamente a Pietroburgo nel 1905, Ivanov torna in Italia solo nell'ultimo periodo del settennato trascorso nella torre: vive a Firenze e a Roma nell'agosto-ottobre 1910. L'anno vissuto a Roma dall'autunno 1912 all'autunno 1913, dedicato alla traduzione di Eschilo, separa i sette anni trascorsi a Pietroburgo dagli altrettanti anni trascorsi a Mosca.
Nel luglio 1920 il poeta tenta di lasciare la Russia sovietica con la famiglia per venire in Italia, indicando tra i motivi del viaggio la fondazione in Italia di un Istituto di letteratura e arte russa, ma il Reparto Speciale della Čeka non acconsente alla partenza.
Nell'autunno 1920 Ivanov si trasferisce a Baku, dove viene nominato professore dalla locale università e tiene tra gli altri un corso su "Dante e Petrarca". Il successivo tentativo di lasciare l'URSS nell'agosto 1924 ha successo: tra i compiti da portare a termine in Italia c'è la fondazione di un Istituto russo di archeologia, storia e critica d'arte. Nonostante il forte interessamento del direttore del Narkompros A. V. Lunačarskij e del direttore del GAChN, Kogan, la fondazione dell'istituto viene fermata sin dalla fase iniziale.
Nel novembre-dicembre 1924 a Roma Ivanov crea il ciclo poetico Sonetti romani, nella prima redazione Ave Roma. All'inizio del soggiorno italiano risale l'amicizia con Olga Resnevič Signorelli, più tardi con Renato Poggioli, Tat'jana L. Suchotina-Tolstaja. Particolarmente proficuo è il rapporto con Ettore Lo Gatto che lo coinvolge in una serie di progetti scientifici ed editoriali, in particolare nella collaborazione con l'Enciclopedia Italiana Treccani.
Dal 1926 al 1934 Ivanov occupa il ruolo di docente-lettore di lingue straniere presso l'Almo Collegio Borromeo di Pavia e contemporaneamente tiene dei corsi di letteratura russa all'Università degli Studi di Pavia. Qui entra a far parte della cerchia lombarda di Pietro Treves, Stefano Jacini, Antonio Casati e del duca Tommaso Gallarati-Scotti. Fanno visita a Ivanov al Collegio Borromeo Martin Buber, Fedor Zelinskij, Alessandro Pellegrini e nel marzo 1934 Benedetto Croce. L'incontro con il filosofo alla presenza degli amici lombardi si trasforma in un "dialogo drammatico, doloroso e a momenti - anche se contenuto dalla correttezza - violento".

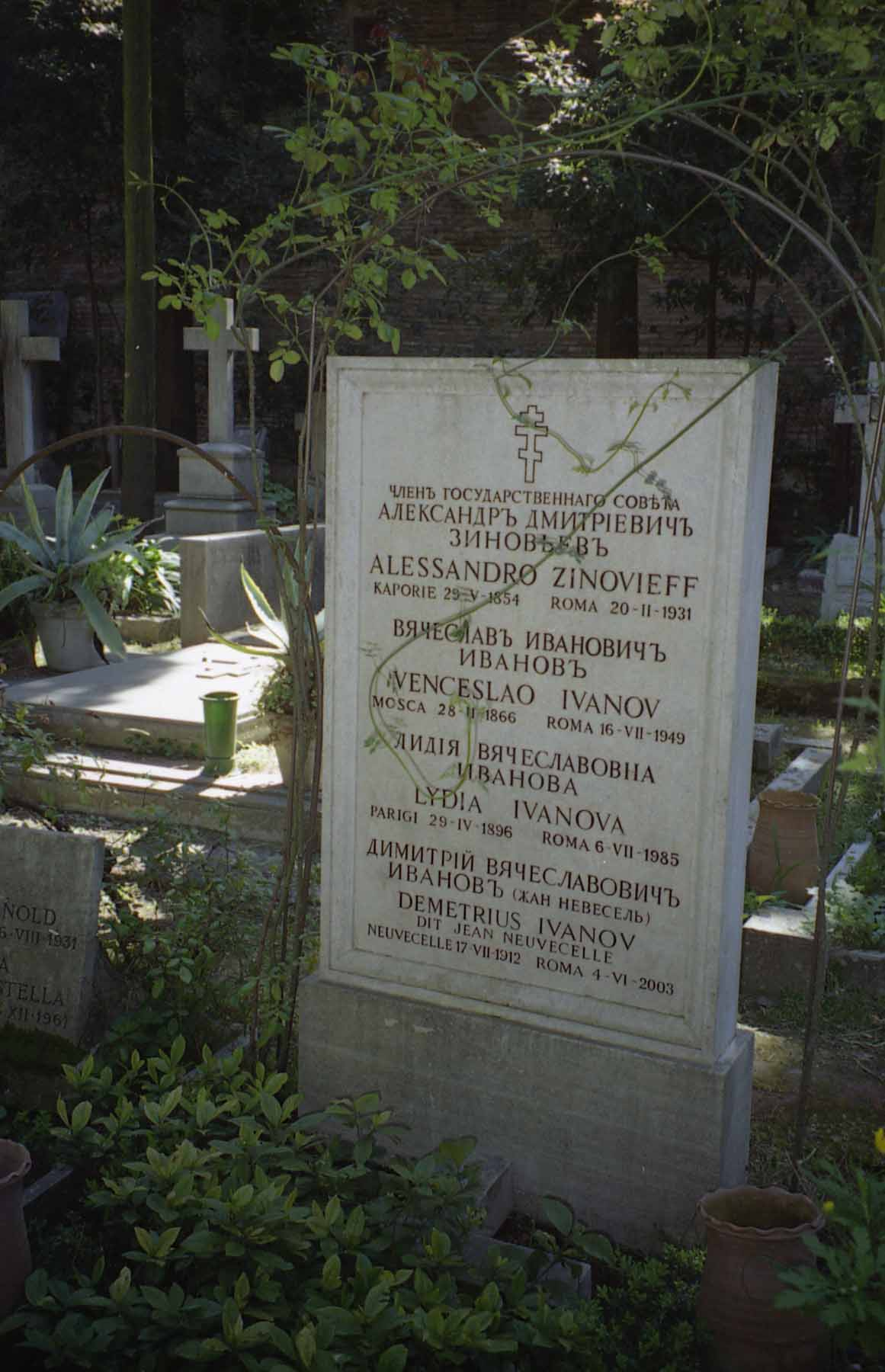
La tomba del poeta al Cimitero acattolico di Roma

Nel 1934 per iniziativa di Pellegrini nella serie monografica della rivista «Il Convegno» viene pubblicato un numero dedicato all'opera di Vjačeslav Ivanov. Tra gli autori figurano Gabriel Marcel, Fedor Zelinskij, Ernst Robert Curtius, Herbert Steiner, Fedor Stepun, Nikolaj Ottokar, Leonid Gančikov. Pellegrini scrive un saggio sulla Corrispondenza da un angolo all'altro di Ivanov e Geršenzon uscita nel 1932 nella traduzione di Ol'ga Signorelli. È di assoluto rilievo per la cultura italiana come per quella dell'Europa occidentale che un numero monografico sia dedicato a un emigrato russo.
Tornato definitivamente a Roma alla fine del 1934, dal 1936 Ivanov inizia ad insegnare slavo-ecclesiastico al collegio vaticano Russicum e all'inizio del 1938 per decisione di papa Pio XI viene creato per lui il posto permanente di professore. Al Russicum e al Pontificio Istituto Orientale Ivanov tiene anche brevi corsi di letteratura russa e, in particolare, nell'anno accademico 1939-1940 fa un corso su Dostoevskij. Dalla fine degli anni Trenta è coinvolto nel progetto di un'edizione commentata delle Sacre Scritture in lingua russa, per la quale prepara Atti degli Apostoli, Lettere degli Apostoli, Apocalisse (Roma 1946) e il Salterio in lingua slava e russa (Roma 1950), anche se il suo nome non figura nei due testi.
Dal 1941 in collaborazione con Rinaldo Küfferle lavora alla versione italiana di una delle sue principali opere mitopoetiche, la melopea L'Uomo. La partecipazione di Ivanov all'elaborazione della versione italiana, che si discosta molto da quella russa, è tuttora oggetto di ricerca.
L'ultimo libro di versi, scritti in Italia, è il Diario romano 1944 (la prima delle 114 poesie è datata 1º gennaio, l'ultima 31 dicembre), cronaca poetica dell'occupazione di Roma da parte dei nazisti, delle incursioni aeree e della liberazione della città da parte degli alleati che si interrela con le tematiche eterne della storia e la ricerca della verità. Lo stesso titolo del libro contiene un paradosso, perché la determinazione temporale, l'anno 1944, è riferita al topos della città eterna. Il Diario romano, anticipato dai Sonetti romani, viene incluso nell'ultima raccolta poetica, Luce vespertina.
Ivanov muore il 16 luglio 1949. È sepolto al cimitero di Testaccio

## Opere
Del simbolismo russo Ivanov fu creativamente uno dei maggiori rappresentanti accanto a Blok e a Belyj. Come pensatore religioso scrisse nel 1904 Etlinskaja religija stradajuscego boga e poi nel 1905 Religija Dionisa, lavoro ripreso nel 1923 col titolo Dionis i pradionisijstvo. Il mondo greco ebbe in lui anche un interprete poetico con traduzioni da Pindaro, Alceo, Saffo, Bacchilide ed Eschilo.
Cominciò a poetare in russo nel 1898 ma pubblicò poesie originali solo nel 1903. Nel frattempo avevano esercitato influsso su di lui da una parte Nietzsche, dall'altra il filosofo e poeta russo Vladimir Solov’ev. Formulò la teoria nota nelle due formule: "a realibus ad realiora" e "a realioribus ad realia" che, applicata all'arte, deve indicare come compito dell'artista sia "liberare e trasfigurare la realtà in modo tale che l'arte si dispieghi in un mondo di simboli che rivelino l'inesauribile pienezza della realtà interiore". Sulla base di questa concezione nacque anche nella poesia di Ivanov, come in quella di alcuni altri simbolisti, l'idea dei miti. Il simbolo esprimerebbe una realtà superiore della cosa, dando luogo al simbolismo realistico di colorito religioso che fu il vero e proprio simbolismo russo. Fu appunto con Ivanov che esso si allontanò da quella che era stata la sua fonte prima, cioè il simbolismo francese. Il poeta è per Ivanov un sacerdote, un annunziatore della verità che può essere soltanto intuita ed è perciò simbolica e mitica.
Già nel primo volume di poesie Kormeie zvezdy (1903), e più precisamente nel secondo ciclo, Dioniso Zagreo compare come soggetto dell'ispirazione del poeta, in coincidenza con quello studio della religione di Dioniso al quale abbiamo accennato. Visto attraverso il prisma della poesia, Dioniso era il simbolo della passione e della morie generatrice insieme, una concezione che allontanava l'interpretazione da quella di Nietzsche come voce della volontà universale, che pur fu presente nel poeta e lo differenziò dagli altri poeti simbolisti. Dal 1903 i volumi di poesie di I. si susseguirono quasi regolarmente.
Nel 1905 uscì anche la prima tragedia, Tantal, costruita con cori alla maniera classica. Alternandosi con i volumi di poesie uscirono quelli di critica. Subito dopo la rivoluzione del 1917, nel 1918 uscirono il poema Mladencestvo, Zimnie Sonety e la seconda tragedia Prometei. Importante come testimonianza spirituale dei primi tempi della rivoluzione è da considerare Perepiska iz dvuch uglov (1922), corrispondenza tenuta col pensatore e critico M.O. Gersenzon. A Roma continuò a poetare e a scrivere saggi letterari e filosofici, alcuni dei quali pubblicati in italiano, come quelli su Puškin, e altri in tedesco (in particolare quello su Dostoevskij). Tra le poesie del periodo romano sono da segnalare i Rimskie Sonety (1925) e il poema Čelovek, cominciato già in Russia nel 1915 e pubblicato a Parigi nel 1939.
L'importanza di Ivanov consistette nell'aver dato alla sua teoria e alla sua opera creativa e critica il carattere di "idealismo oggettivo", di fronte agli eccessi idealistico-soggettivi e impressionistici della prima generazione decadente-simbolista. Il poeta non è un sognatore solitario ma un maestro, la cui opera è tanto più efficace quanto più perfetta formalmente, purché sia nello stesso tempo legata alla visione della vita e ai suoi problemi spirituali. Anzi a questa particolare concezione si deve l'importanza che nella storia della letteratura russa hanno conservato i volumi di saggi critici e le valutazioni che il poeta diede di Puškin come spirito religioso, di una religiosità tale da ammettere l'ateismo, purché nella sua purezza assoluta, e di Dostoevskij quale suo continuatore proprio in questo senso particolare, tale cioè da poter essere messo accanto ai creatori della tragedia classica, come creatore del romanzo-tragedia secondo la loro primordiale essenza.

### Poesie
- Kormčie zvezdy (Gli astri piloti, 1903)
- Prozračnost (Traslucidità, 1904)
- Eros (1907)
- Cor ardens (1911)
- Nežnaja tajna (Tenero mistero, 1912)
- Mladenčestvo (Infanzia, 1918)
- Zimnie sonety (Sonetti invernali, 1918)
- Rimskie sonety (Sonetti romani, 1924-1925)
- Čelovek (L'uomo, 1939)

### Saggi
- Ellinskaja religiia stradaju'scego boga (La religione del dio sofferente degli Ellini, 1904)
- Religija Dionisa (La religione di Dioniso, 1905)
- Po zvezdam (Seguendo le stelle, 1909)
- Borozdy i meži (Solchi e limiti, 1916)
- Rodnoe i vselenskoe (Cose patrie e universali, 1917)
- Perepiska iz dvuch uglov, con M.O. Gersenzon (Corrispondenza da un angolo all'altro, 1922)
- Dionis i pradionisijstvo (Dioniso e i culti predionisiaci, 1923)
- Die russische Idee (L'idea russa, 1930)
- Dostoevskij: Tragodie, Mythos, Mystik (Doestoevskij: Tragedia, mito, mistica, 1932)
- Das alte Wahre (L'antica verità, 1934)

### Teatro
- Tantal (1905)
- Prometei (1918)

### Narrativa
- Povest' o Svetomire Carevice: Skazanie Starca lnoka (Racconto dello zarevic' Svetomir. Detto dello starec, incompiuto e pubbl. nel voi. I delle Sobranie socinenij)

### Opere raccolte
- Sobranie socinenij, Bruxelles, 1971-1987